# Motor Booty Affair
Motor Booty Affair ist das siebte Album der Funk-Band Parliament. Es wurde am 20. November 1978 veröffentlicht. Es enthält zwei der populärsten Titel der Gruppe, Rumpofsteelskin und Aqua Boogie (A Psychoalphadiscobetabioaquadoloop). Letzterer ging bis auf Platz eins der Billboard Soul Singles Chart. Das Album gilt heute als eine der populärsten Veröffentlichungen der Band.

## Titelliste
| Nr. | Titel                                             | Autoren                                                     | Länge |
| --- | ------------------------------------------------- | ----------------------------------------------------------- | ----- |
| 1.  | Mr. Wiggles                                       | - George Clinton - Bernie Worrell - Michael Hampton         | 6:46  |
| 2.  | Rumpofsteelskin                                   | - Clinton - Bootsy Collins                                  | 5:37  |
| 3.  | (You're a Fish & I'm a) Water Sign                | - Clinton - Garry Shider - J.S. Theracon - Richard Griffith | 4:42  |
| 4.  | Aqua Boogie (A Psychoalphadiscobetabioaquadoloop) | - Clinton - Collins - Worrell                               | 6:43  |
| 5.  | One of Those Funky Thangs                         | - Clinton - Ron Banks                                       | 3:46  |
| 6.  | Liquid Sunshine                                   | - Linda Brown - Jim Vitti - Pete Bishop                     | 4:25  |
| 7.  | The Motor-Booty Affair                            | - Clinton - Theracon - Ron Ford - Shider                    | 5:16  |
| 8.  | Deep                                              | - Collins - Theracon - Clinton                              | 9:09  |

## Veröffentlichungen und Charterfolge
Das Album war das fünfte Gold-Album von Parliament in Folge (500.000 verkaufte Exemplare). Es blieb insgesamt 18 Wochen in den amerikanischen Billboard-Charts und erreichte mit Platz 23 seine Spitzenposition. In den R&B-Charts blieb das Album gar 22 Wochen und erreichte dabei mit Platz 2 seinen Höhepunkt. Die Singleauskopplung Aqua Boogie gelangte gar auf Platz 1 der Billboard Soul Single Charts und war nach dem Titel Flash Light der zweite Song und vorerst letzte Song der Band, dem dies gelang.

## Covergestaltung
Der Künstler Overton Loyd gestaltete das Cover von Motor Booty Affair. Die Hauptversion des Albums bestand aus einem Klappcover mit einer Pop-up-Darstellung der Stadt Atlantis und Loyds Illustrationen auf der Vorder- und Rückseite des Covers. Seine Illustrationen enthielten Cartoon-Porträts einiger der Charaktere, die in den Liedern des Albums erwähnt wurden, darunter Mr. Wiggles. Außerdem enthielt es Pappfiguren mit Loyds Cartoon-Illustrationen der meisten in den Liedern erwähnten Figuren. Außerdem gab es eine Bildplatte, auf der Loyds Illustration direkt auf die Vinyl-LP gedruckt war.

## Rezeption
Mit Rumpofsteelskin und Aqua Boogie (A Psychoalphadiscobetabioaquadoloop) enthält das Album zwei der bis heute populärsten Titel der Band. Auch darüber hinaus ist die Rezeption des Albums durchgängig positiv. So wird die Platte von AllMusic sowohl von Kritikern als auch Hörern mit 4,5 von 5 möglichen Sternen bewertet. Christgau's Record Guide of the Seventies vergab die Note A-.